# Рижево
Ри́жево (болг. Ръжево) — село в Пловдивській області Болгарії. Входить до складу общини Калояново.

## Населення
За даними перепису населення 2011 року у селі проживали 269 осіб.
Національний склад населення села:
| Національність   | Кількість осіб | Відсоток |
| ---------------- | -------------- | -------- |
| болгари          | 193            | 77,5%    |
| цигани           | 47             | 18,9%    |
| турки            | 9              | 3,6%     |
| інша             | 0              | 0%       |
| не визначились   | 0              | 0%       |
| Всього відповіли | 249            |          |

Розподіл населення за віком у 2011 році:
Динаміка населення: